# Єгізата
Єгіза́та (каз. Егізата) — село у складі Мартуцького району Актюбінської області Казахстану. Входить до складу Курмансайського сільського округу.
В Радянські часи село називалось Новодонецький, до 2011 року називалось Новодонці.
Населення — 89 осіб (2021; 181 у 2009, 284 у 1999, 202 у 1989).